# Gruppo 7

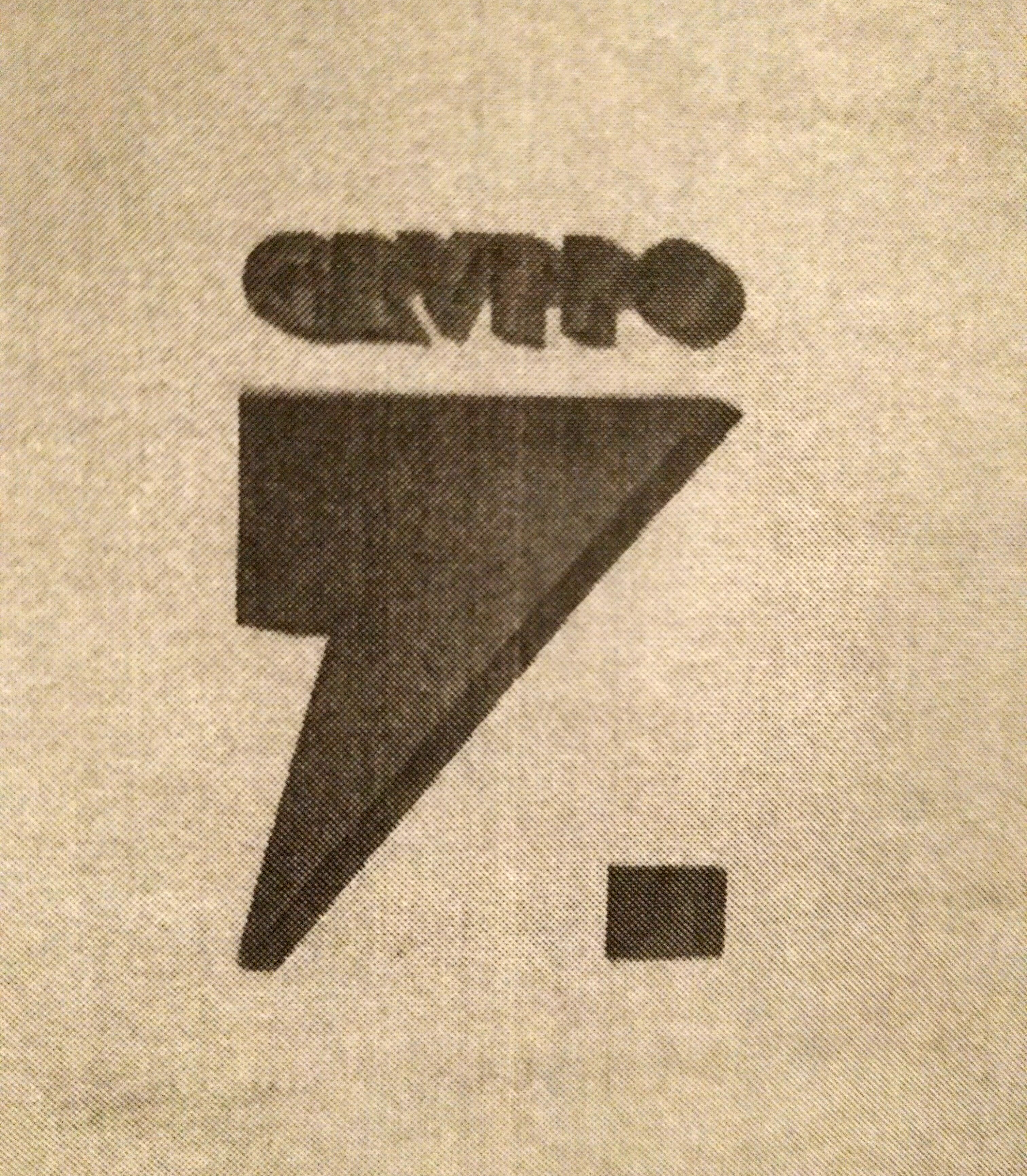

Gruppo 7 („gruppo sette“) war eine italienische Architektengruppe, die ab 1926 entscheidende Impulse zur Entwicklung einer modernen Architektur in Italien gegeben hat.

## DerGruppo 7, 1926–1928
Unter dem Namen Gruppo 7 schlossen sich 1926 sieben junge Architekten zusammen, die alle in den 1920er Jahren am Polytechnikum Mailand studiert hatten und dem Faschismus nahestanden. Die Gründungsmitglieder der Gruppo 7 waren Ubaldo Castagnoli, Luigi Figini, Guido Frette, Sebastiano Larco, Gino Pollini, Carlo Enrico Rava und Giuseppe Terragni. Bereits nach wenigen Monaten schied Castagnoli aus der Gruppe aus und Adalberto Libera rückte nach.
In der Zeit zwischen Dezember 1926 und Mai 1927 veröffentlichte der Gruppo 7 in der Zeitschrift La Rassegna Italiana sein Manifest des italienischen Rationalismus. In den vier Beiträgen „Architettura“ (Architektur, Dezember 1926), „Gli Stranieri“ (Die Ausländer, Februar 1927), „Impreparazione, incomprensione, pregiudizi“ (Mangelnde Vorbereitung, Unverständnis, Vorurteile. März 1927) und „Una nuova epoca arcaica“ (Eine neue Epoche der Klassik, Mai 1927) legte die Gruppe die theoretischen Grundlagen ihres Architekturverständnisses dar.
Bezugspunkte für diese in Italien neue Architektursprache waren die klassische Antike mit ihren klaren geometrischen Figurbildungen, die Renaissance und die europäische Moderne, hier insbesondere der Architekt Le Corbusier. Trotz der Ausrichtung an der internationalen Moderne proklamierte der Gruppo 7 aber vor allem eine nationale Architektursprache ganz im Sinne der in der Propaganda der faschistischen Partei zentralen Begriffe romanità und mediterraneità, die mit ihrem Rückgriff auf das Römische Reich zu den Legitimationsfiguren des Regimes gehörten.
Mit dieser als Architettura razionale bezeichneten Architektur, die sich in Anlehnung an die europäische Moderne vor allem im zunehmend an Bedeutung gewinnenden Baustoff Eisenbeton artikulieren sollte, strebte die Gruppo 7 nach einer Anerkennung und Wertschätzung durch das faschistische Regime. Erstmals trat die Gruppo 7 mit der Architettura Razionale bei der Biennale 1927 in Monza an die Öffentlichkeit, hierbei wurde vor allem die nationale Prägung herausgestellt.

## DerMovimento Italiano per l’Architettura Razionale,1928–1931
Bereits 1928 vollzog die Gruppo 7 eine Umbenennung in Movimento Architettura Razionale (Bewegung für rationale Architektur), 1930 erfolgte die endgültige Umbenennung in Movimento Italiano per l’Architettura Razionale, MIAR (Italienische Bewegung für rationale Architektur), die Gruppe war inzwischen landesweit organisiert und umfasste etwa 50 Mitglieder.
Die erste Ausstellung des MIAR fand 1928 noch wenig beachtet in Rom im Palazzo delle Esposizioni statt. Von großer Bedeutung war jedoch 1931 die zweite Ausstellung der Gruppe in der Galleria d’Arte in der Via Vittorio Veneto, die am 31. März im Beisein von Benito Mussolini eröffnet wurde. Flankiert von einem sechs Punkte umfassenden Manifest, das sich direkt an Mussolini richtete und ein klares Bekenntnis zum Faschismus enthielt, versuchten die Architekten des MIAR, den Duce für ihre „kommende faschistische Staatsbaukunst“ zu gewinnen: tatsächlich äußerte sich Mussolini beim Besuch der Ausstellung durchaus wohlwollend.
Entscheidend bei dieser zweiten Ausstellung war jedoch die überaus scharfe Kritik des MIAR an der Architektur des 19. Jahrhunderts, dem Historismus etwa eines Armando Brasini und an den Architekten der tonangebenden Scuola Romana (Römischen Schule) um Marcello Piacentini, deren Arbeiten durch eine Fotomontage, der „tavolo degli orrori“ (Tafel der Scheußlichkeiten), verunglimpft wurden. Nach der Veröffentlichung des Artikels „Bericht über die Architektur an Mussolini“ des Galeriedirektors Pietro Maria Bardi im Kontext der Ausstellung entspann sich eine heftige öffentliche Diskussion zwischen den beiden Lagern, in deren Folge der Nationale faschistische Architektenverband, ohne dessen Genehmigung die Ausstellung nicht hätte stattfinden können, seine Unterstützung zurückzog. Auf Initiative des Verbandssekretärs Alberto Calza Bini wurde der Raggruppamento Architetti Moderni Italiani, RAMI unter dem Dach des Architektenverbandes gegründet, um die moderne Bewegung in den Verband zu integrieren. Zahlreiche Mitglieder des MIAR, unter ihnen die Gründungsmitglieder Larco und Rava, wechselten in die neue Gruppierung. Libera löste daraufhin den MIAR als dessen Sekretär auf, viele der prominenteren Mitglieder arbeiteten anschließend ohne die Mitgliedschaft in einer Vereinigung weiter an rationalistischen Projekten.